# Copa Catalunya de corfbol
La Copa Catalunya de korfbal és una competició esportiva de clubs catalans de corfbol, creada la temporada 1988-89. De caràcter anual, està organitzada per la Federació Catalana de Korfbal, S'ha disputat ininterrompudament des d'aquella data, sent els equips de Terrassa els principals guanyadors amb 17 títols en 24 edicions. El dominador històric és el Club Korfbal Vallparadís amb vuit copes (2007, 2014, 2015, 2016, 2017, 2019, 2024,2025), seguit del Club Korfbal Egara'85 amb sis (1989, 1990, 1991, 1992, 1993, 1994).
El format de la competició ha anat variant en el temps. Anteriorment hi participaven tots els clubs de Primera Divisió i alguns clubs de Segona Divisió escollits en una fase prèvia, amb un sistema de competició basat en eliminatòries, fins a arribar a una final a partit únic. A partir de l'edició del 2011 hi participen només els equips de la Lliga Nacional, i els equips de Segona i Tercera divisió participen des de llavors en l'anomenada "Copa Catalana B". Des de l'any 2008, els equips júniors també tenen la seva pròpia edició de la Copa Catalana.

## Historial
| En negreta = Equip guanyador (1) = Nombre de campionats (sv gol) = Gol d'or Nota: Noms dels equips segons l'època |

| Edició | Temporada | Data       | Campió                                                 | Resultat                                               | Subcampió                                              | Seu                                                    | refs          |
| ------ | --------- | ---------- | ------------------------------------------------------ | ------------------------------------------------------ | ------------------------------------------------------ | ------------------------------------------------------ | ------------- |
| I      | 1988-89   |            | CK Egara'85 (1)                                        |                                                        |                                                        |                                                        | [ 2 ]         |
| II     | 1989-90   |            | CK Egara'85 (2)                                        |                                                        |                                                        |                                                        | [ 2 ]         |
| III    | 1990-91   |            | CK Egara'85 (3)                                        |                                                        |                                                        |                                                        | [ 2 ]         |
| IV     | 1991-92   |            | CK Egara'85 (4)                                        |                                                        |                                                        |                                                        | [ 2 ]         |
| V      | 1992-93   |            | CK Egara'85 (5)                                        |                                                        |                                                        |                                                        | [ 2 ]         |
| VI     | 1993-94   |            | CK Egara'85 (6)                                        |                                                        |                                                        |                                                        | [ 2 ]         |
| VII    | 1994-95   |            | Sant Llorenç KC (1)                                    |                                                        |                                                        |                                                        | [ 3 ]         |
| VIII   | 1995-96   |            | Sant Llorenç KC (2)                                    |                                                        |                                                        |                                                        | [ 3 ]         |
| IX     | 1996-97   |            | Sant Llorenç KC (3)                                    |                                                        |                                                        |                                                        | [ 3 ]         |
| X      | 1997-98   |            | CEK Maurina (1)                                        |                                                        |                                                        |                                                        |               |
| XI     | 1998-99   | 12-1998    | CK L'Autònoma (1)                                      | 15-4                                                   | CK Egara'85                                            |                                                        | [ 4 ] [ 5 ]   |
| XII    | 1999-00   | 04-2000    | Sant Llorenç KC (4)                                    | 14-11                                                  | CB Bonaire                                             | Pavelló de Can Jofresa, Terrassa                       | [ 3 ] [ 6 ]   |
| XIII   | 2000-01   | 01-2001    | CK L'Autònoma (2)                                      | 13-6                                                   | CK Badalona                                            | Terrassa                                               | [ 4 ] [ 7 ]   |
| XIV    | 2001-02   | 12-2001    | CEK Maurina (2)                                        | 13-12                                                  | CK L'Autònoma                                          | Maristes Valldemia, Mataró                             | [ 8 ]         |
| XV     | 2002-03   | 14-12-2002 | CK L'Autònoma (3)                                      |                                                        | Sant Llorenç KC                                        | Pavelló de Roquetes, Vilanova i la Geltrú              | [ 9 ] [ 10 ]  |
| XVI    | 2003-04   | 12-2003    | CK L'Autònoma (4)                                      | 21-16                                                  | Sant Llorenç KC                                        |                                                        | [ 4 ] [ 11 ]  |
| XVII   | 2004-05   | 12-2004    | CK Vacarisses (1)                                      | 12-9                                                   | Sant Llorenç KC                                        | Pavelló de Sant Llorenç, Terrassa                      | [ 12 ] [ 13 ] |
| XVIII  | 2005-06   | 12-2005    | CK Vacarisses (2)                                      |                                                        |                                                        |                                                        | [ 12 ]        |
| XIX    | 2006-07   | 17-2-2007  | KA Vallparadís (1)                                     | 9-8 (sv gol)                                           | CK Vacarisses                                          | Pavelló de Sant Llorenç, Terrassa                      | [ 14 ] [ 15 ] |
| XX     | 2007-08   | 03-03-2008 | CK Vacarisses (3)                                      | 14-8                                                   | CE Vilanova i la Geltrú                                | Pavelló Illa Esportiva, Castellbisbal                  | [ 12 ] [ 16 ] |
| XXI    | 2008-09   | 08-03-2009 | CK Vacarisses (4)                                      | 25-12                                                  | KA Vallparadís                                         | Pavelló de les Pardinyes, Lleida                       | [ 17 ] [ 18 ] |
| XXII   | 2009-10   | 20-02-2010 | CEVG Stirling (1)                                      | 24-19                                                  | CK Vacarisses                                          | Palau de Congressos, Platja d'Aro                      | [ 19 ]        |
| XXIII  | 2010-11   | 14-02-2011 | CEVG (2)                                               | 15-11                                                  | CK Vacarisses                                          | Mataró                                                 | [ 20 ]        |
| XXIV   | 2011-12   | 26-02-2012 | Bar Avenida CEVG (3)                                   | 18-15                                                  | CK Castellbisbal                                       | Vacarisses                                             | [ 21 ]        |
| XXV    | 2012-13   | 03-2013    | Bar Avenida CEVG (4)                                   | 25-14                                                  | KC Barcelona                                           | Lleida                                                 | [ 22 ]        |
| XXVI   | 2013-14   | 17-02-2014 | KA Vallparadís (2)                                     | 24-20                                                  | CK Castellbisbal                                       | Pavelló municipal de Vacarisses                        | [ 23 ]        |
| XXVII  | 2014-15   | 23-04-2015 | KA Vallparadís (3)                                     | 27-26                                                  | KC Barcelona                                           | Platja d'Aro                                           | [ 24 ]        |
| XXVIII | 2015-16   | 18-06-2016 | KA Vallparadís (4)                                     | 29-17                                                  | CK Castellbisbal                                       | Zona Esportiva La Mina, Sant Adrià de Besòs            | [ 25 ]        |
| XXIX   | 2016-17   | 02-04-2017 | KA Vallparadís (5)                                     | 37-32                                                  | CK Castellbisbal                                       | Pavelló Can Noguera, La Garriga                        | [ 26 ]        |
| XXX    | 2017-18   | 24-02-2018 | KC Barcelona (1)                                       | 30-23                                                  | CK Montcada                                            | Castellbisbal                                          | [ 27 ]        |
| XXXI   | 2018-19   | 23-03-2019 | CK Vallparadís (6)                                     | 24-22                                                  | CK Castellbisbal                                       | Poliesportiu de Sant Llorenç, Terrassa                 | [ 28 ]        |
| XXXII  | 2019-20   | 29-03-2020 | Edició suspesa pel risc públic de contagi del COVID-19 | Edició suspesa pel risc públic de contagi del COVID-19 | Edició suspesa pel risc públic de contagi del COVID-19 | Edició suspesa pel risc públic de contagi del COVID-19 |               |
| ―      | 2020-21   | N/D        | Edició suspesa pel risc públic de contagi del COVID-19 | Edició suspesa pel risc públic de contagi del COVID-19 | Edició suspesa pel risc públic de contagi del COVID-19 | Edició suspesa pel risc públic de contagi del COVID-19 |               |
| XXXIII | 2021-22   | 21-03-2022 | KC Barcelona (2)                                       | 26-22                                                  | CK Vallparadís                                         | Pista Municipal Coberta, Montcada i Reixac             | [ 29 ]        |
| XXXIV  | 2022-23   | 25-02-2023 | KC Barcelona (3)                                       | 26-14                                                  | CK Castellbisbal                                       | Pavelló municipal de Vacarisses                        | [ 30 ]        |
| XXXV   | 2023-24   | 20-04-2024 | CK Vallparadís (7)                                     | 24-22                                                  | KC Barcelona                                           | Pista Municipal Coberta, Montcada i Reixac             | [ 31 ]        |

## Palmarès
| Equip                              | Campió | Subcampió | Finals | Anys campió                                                            | Anys subcampió                                       |
| ---------------------------------- | ------ | --------- | ------ | ---------------------------------------------------------------------- | ---------------------------------------------------- |
| Club Korfbal Vallparadís           | 8      | 2         | 10     | 2006-07, 2013-14, 2014-15, 2015-16, 2016-17, 2018-19, 2023-24, 2024-25 | 2008-09, 2021-22                                     |
| Club Korfbal Egara'85              | 6      | 1         | 7      | 1988-89, 1989-90, 1990-91, 1991-92, 1992-93, 1993-94                   | 1998-99                                              |
| Sant Llorenç Korfbal Club          | 4      | 3         | 7      | 1994-95, 1995-96, 1996-97, 1999-00                                     | 2002-03, 2003-04, 2004-05                            |
| Club Korfbal Vacarisses            | 4      | 3         | 7      | 2004-05, 2005-06, 2007-08, 2008-09                                     | 2006-07, 2009-10, 2010-11                            |
| Club Korfbal L'Autònoma            | 4      | 1         | 5      | 1998-99, 2000-01, 2002-03, 2003-04                                     | 2001-02                                              |
| Club Esportiu Vilanova i la Geltrú | 4      | 1         | 5      | 2009-10, 2010-11, 2011-12, 2012-13                                     | 2007-08                                              |
| Korfbal Club Barcelona             | 3      | 3         | 6      | 2017-18, 2021-22, 2022-23                                              | 2012-13, 2014-15, 2023-24                            |
| Club Esportiu Korfbal La Maurina   | 2      | 0         | 2      | 1997-98, 2001-02                                                       | —                                                    |
| Club Korfbal Castellbisbal         | 0      | 6         | 6      | —                                                                      | 2011-12, 2013-14, 2015-16, 2016-17, 2018-19, 2022-23 |
| CB Bonaire                         | 0      | 1         | 1      | —                                                                      | 2017-18                                              |
| Club Korfbal Badalona La Rotllana  | 0      | 1         | 1      | —                                                                      | 1999-00                                              |
| Club Korfbal Montcada              | 0      | 1         | 1      | —                                                                      | 2017-18                                              |